# Pitcairnia calatheoides
Pitcairnia calatheoides är en gräsväxtart som beskrevs av Lyman Bradford Smith. Pitcairnia calatheoides ingår i släktet Pitcairnia och familjen Bromeliaceae. Inga underarter finns listade i Catalogue of Life.